# Романов, Григорий Васильевич

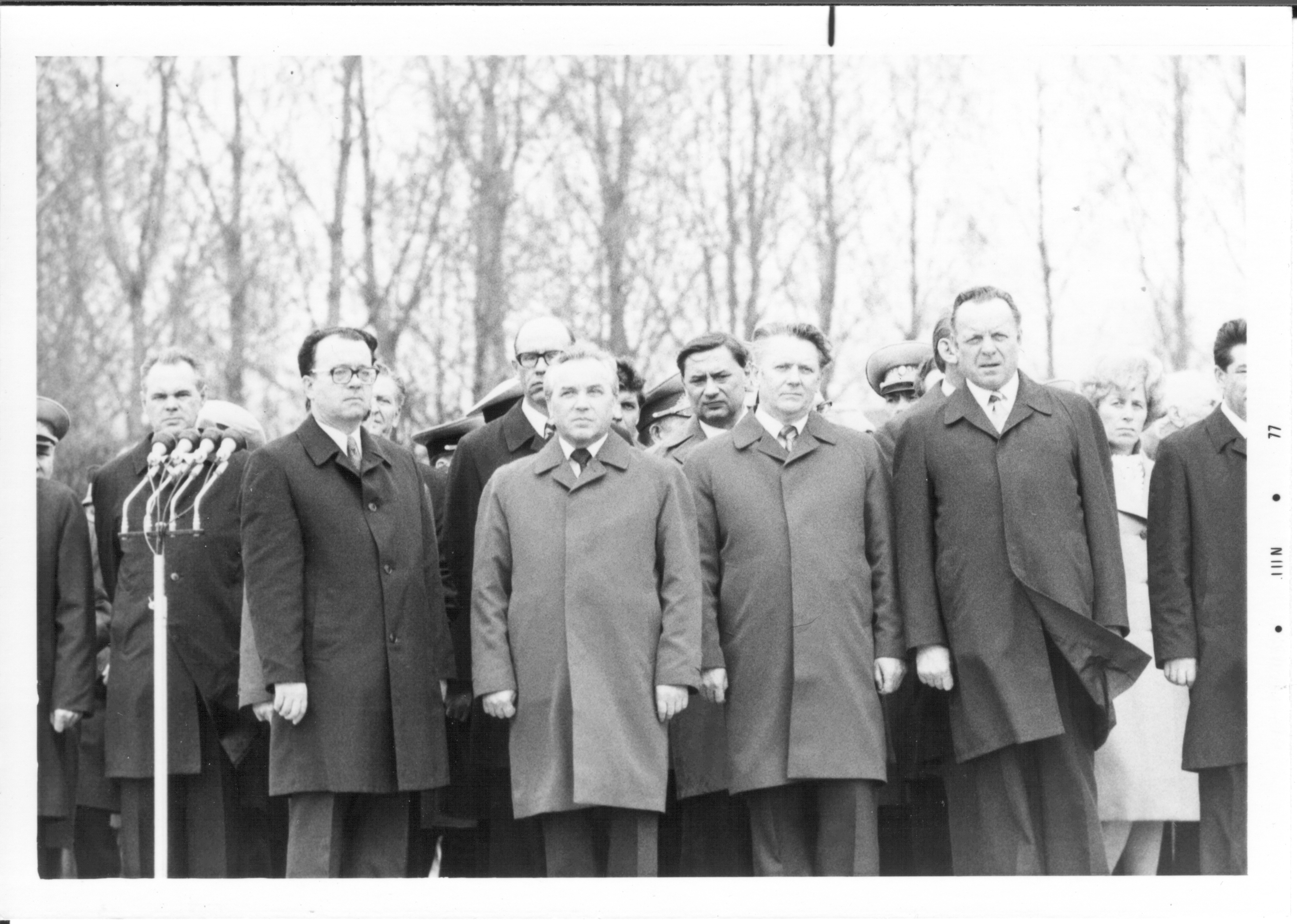
Григорий Васильевич Романов (в центре) на Пискарёвском мемориальном кладбище, 9 мая 1977 г.

Григо́рий Васи́льевич Рома́нов (7 февраля 1923 — 3 июня 2008) — советский партийный и государственный деятель. Член Политбюро ЦК КПСС (1976—1985, кандидат в члены с 1973). Секретарь ЦК КПСС (1983—1985), первый секретарь Ленинградского обкома КПСС (1970—1983).
Герой Социалистического Труда (1983), кавалер пяти орденов Ленина (1963, 1969, 1973, 1981, 1983).

## Биография

### Начало карьеры
Родился 7 февраля 1923 года в деревне Зихново (ныне Боровичского района, Новгородская область) и был шестым (младшим) ребёнком в многодетной крестьянской семье. В 1938 с отличием окончил неполную среднюю школу и поступил в Ленинградский судостроительный техникум.
Участник Великой Отечественной войны. Воевал связистом на Ленинградском и Прибалтийском фронтах, был контужен. Член ВКП(б) с сентября 1944 года.
По окончании войны вернулся в техникум и в 1946 году защитил диплом с отличием, получив специальность техника-судокорпусостроителя. Направлен на работу в ЦКБ-53 при заводе имени А. А. Жданова (Ленинград) Министерства судостроительной промышленности СССР.
В 1953 году заочно окончил Ленинградский кораблестроительный институт по специальности «инженер-кораблестроитель». В 1954—1957 годах — секретарь парткома, парторг на том же заводе.

### В руководстве Ленинграда
В 1957—1961 годах — секретарь, первый секретарь Кировского райкома КПСС Ленинграда. В 1961—1962 годах — секретарь Ленинградского горкома КПСС. В 1962—1963 годах секретарь, в 1963—1970 годах — второй секретарь Ленинградского обкома КПСС (в 1963—1964 годах второй секретарь Ленинградского промышленного обкома КПСС). С 16 сентября 1970 года по 21 июня 1983 года — первый секретарь Ленинградского обкома КПСС.
Одно из основных достижений Романова во главе партийной организации Ленинграда — массовое жилищное строительство, позволившее в пятилетку с 1976 по 1980 год обеспечить жильём около миллиона ленинградцев.
При нём были построены новые станции Ленинградского метрополитена: «Ломоносовская», «Елизаровская», «Звёздная», «Купчино», «Лесная», «Выборгская», «Академическая», «Политехническая», «Площадь Мужества», «Ленинский проспект», «Проспект Ветеранов», «Гражданский проспект», «Комсомольская», «Приморская», «Пролетарская», «Обухово», «Удельная», «Пионерская», «Чёрная речка».
При нём были введена в строй Ленинградская АЭС.
В этот период принято постановление «О строительстве сооружений защиты г. Ленинграда от наводнений» (дамбы) — после длительного перерыва завершено строительство в 2011 году.
На Аптекарском острове открыт НИИ по охране здоровья детей и подростков. За тринадцать «романовских» лет в Ленинграде появилось более пятидесяти научно-производственных объединений. Чтобы сократить число «лимитчиков», переселявшихся в Ленинград из других регионов для работы в промышленности и ухудшавших криминогенную обстановку, Романов обеспечил подготовку кадров в самом Ленинграде, кардинально расширив сеть профтехучилищ.
Построен Ленинградский спортивно-концертный комплекс им. В. И. Ленина и завершено строительство Дворца Молодёжи на берегу Малой Невки. Установлен памятник В. В. Маяковскому на улице, носящей имя поэта. 21 августа 1976 года Ленинград перешёл на семизначную телефонную нумерацию.

### Кандидат в Генеральные секретари ЦК КПСС и опала

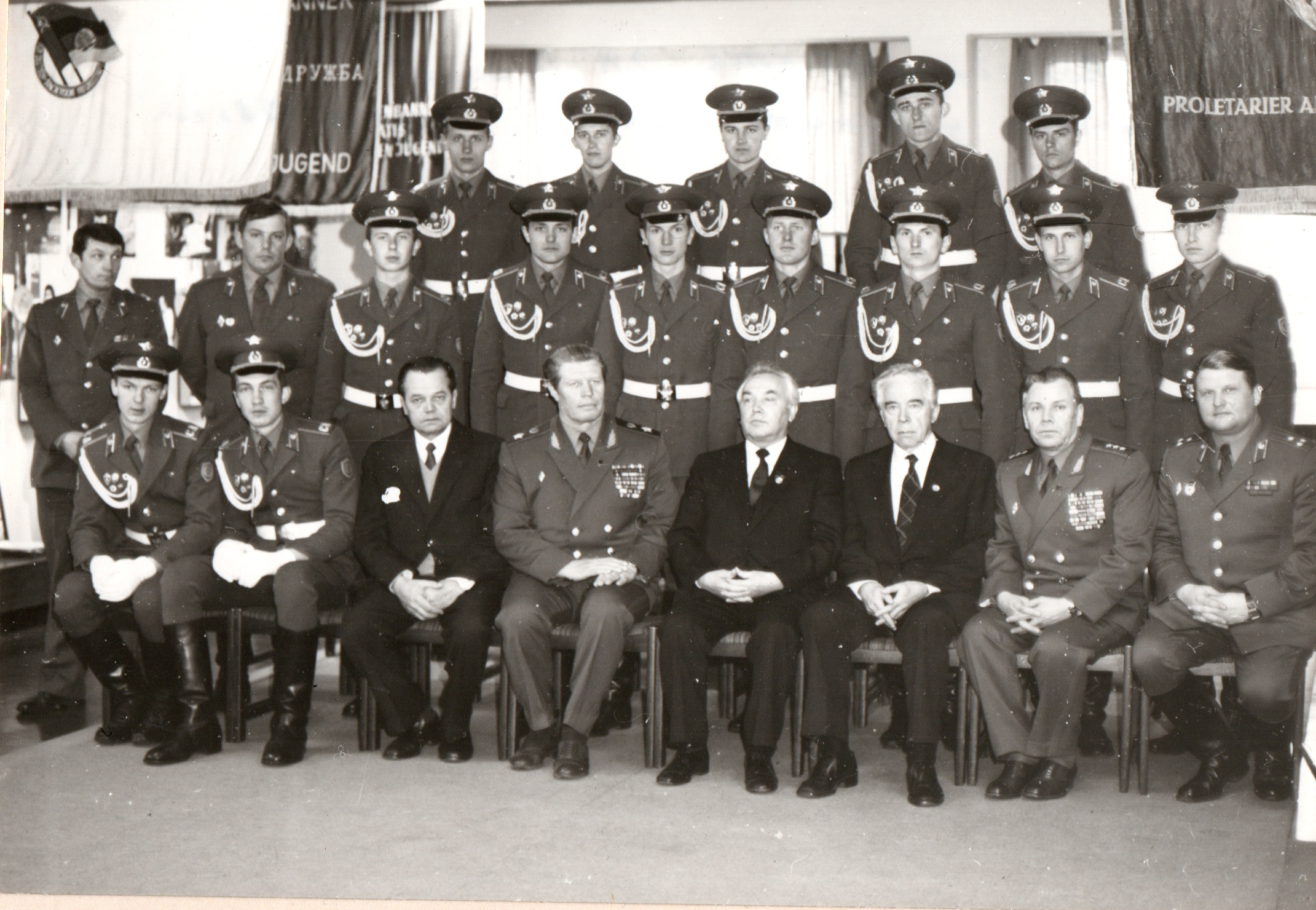
Романов Г. В. у воинов 6 гв. омсбр ГСВГ Берлин 1983

Член ЦК КПСС (1966—1986 гг.). В 1973—1976 годах — кандидат в члены, в 1976—1985 годах — член Политбюро ЦК КПСС. В 1983—1985 годах — Секретарь ЦК КПСС. Делегат XXII, XXIII, XXIV, XXV и XXVI съездов КПСС. Депутат Совета Национальностей ВС СССР 7—11 созывов (1966—1989) от РСФСР. Член Президиума ВС СССР (1971—1984). Депутат ВС РСФСР (1975—1990). В руководстве ЦК Романов курировал вопросы, связанные с военно-промышленным комплексом СССР. Его молодой конкурент за властный Олимп СССР, М. С. Горбачёв, отвечал за сельское хозяйство.
Был убеждённым коммунистом и сторонником активного реформирования советской экономики на социалистических принципах. В общественном мнении воспринимался сторонником «жёсткой линии». Современники отмечали его независимость, принципиальность, личную порядочность и феноменальную память.
С его участием в актовом зале Смольного был проведен объединённый пленум учреждений культуры, где выступили со своими проблемами молодые тогда мастера — кинорежиссёр Глеб Панфилов, актёр Георгий Тараторкин, скульптор Борис Пленкин, режиссёр театра и кино Владимир Воробьев, литературовед Александр Панченко, дирижёр Юрий Темирканов.
В те годы была поставлена и десять лет кряду исполнялась первая советская рок-опера «Орфей и Эвридика», открыт Ленинградский рок-клуб, созданы новые художественные коллективы — Хореографический ансамбль имени Леонида Якобсона, балет на льду, балет Бориса Эйфмана, Молодёжный театр на Фонтанке, второе дыхание получил Мюзик-холл под руководством Ильи Рахлина, стали традиционными праздники «Алые паруса», «Музыкальная весна», «День молодого рабочего». Ни один спектакль не был запрещён. Бывали и расхождения во мнениях, но Г. Романов всегда придерживался партийных принципов.
По воспоминаниям экс-президента Франции Жискара д’Эстена Брежнев видел в Романове будущего лидера страны: «…В разговоре наедине Герек сказал мне по секрету: хотя Брежнев ещё достаточно здоров, но он уже начинает подыскивать себе замену, что совершенно естественно. Думаю, вам будет полезно знать, кого он наметил. Разумеется, это должно остаться между нами. Речь идёт о Григории Романове… Он ещё молод, но Брежнев считает, что Романов успеет набраться опыта и что он самый способный человек». Ещё в 1972 году во время визита премьер-министра Италии Джулио Андреотти в Москву, принимавший его глава правительства Косыгин заметил: «Имейте в виду, что основной фигурой в будущей политической жизни СССР будет Романов».
Романов, наряду с Горбачёвым, являлся реальным претендентом на пост генерального секретаря ЦК КПСС после смерти Ю. В. Андропова, который, по свидетельству Андрея Сидоренко, ссылающегося на слова В. М. Чебрикова, также хотел видеть Романова своим преемником. Однако благодаря усилиям авторитетнейшего члена Политбюро, министра иностранных дел А. А. Громыко, на должность Генерального секретаря была избрана компромиссная кандидатура — тяжело больной К. У. Черненко. Для дискредитации Романова были запущены слухи о якобы заимствовании им из Эрмитажа сервизов Екатерининского времени, которые были разбиты во время шикарной свадьбы его дочери. При этом Георгий Почепцов отмечает, что данный слух распространялся с подачи КГБ для устранения его как конкурента Горбачёву.
Днём 10 марта 1985 года личный врач К. У. Черненко констатирует смерть Генерального секретаря. Часть альтернативных Горбачёву наиболее перспективных кандидатов на высшую партийную должность находились в этот момент далеко от Москвы. В частности, Романов пребывал в отпуске в литовской Паланге и был проинформирован о смерти Черненко с десятичасовым опозданием. Не имея возможности вылететь из Клайпеды, он едет в Вильнюс и прибывает в Москву лишь на следующий день, чтобы оказаться перед фактом избрания на должность Генерального секретаря М. С. Горбачёва. Однако, он принимал участие в решающем заседании ПолитБюро ЦК КПСС 11.3.1985 (согласно опубликованному протоколу, не было лишь Щербицкого) и на Пленуме ЦК КПСС в тот же день 11.03.1985.
«Горбачёва никто всерьёз не рассматривал, — подчеркнул он в интервью американскому журналисту через много лет после описываемых событий, — но к тому времени, как мы прибыли в Москву на следующий день, он уже всё проделал, не дожидаясь нас, хотя этого требовали правила, существовавшие в Политбюро. Он уже заключил тайную сделку с ними со всеми».
Пришедший к власти Горбачёв практически сразу снял его с занимаемой должности, отправив на пенсию «по состоянию здоровья» в возрасте 62 лет.
Указом Президента РФ Б. Н. Ельцина № 101 от 28 января 1998 года Г. В. Романову была установлена ежемесячная доплата к пенсии за значительный вклад в развитие отечественного машиностроения и оборонной промышленности.
После распада СССР вступил в КПРФ. Член Центрального консультативного совета при ЦК КПРФ. По утверждению «Вестей недели», платил членские партийные взносы до последних дней своей жизни.

Могила Романова Г. В.

После смерти жены в 2003 году, Романов жил у старшей дочери в Москве.
Г. Романов скончался 3 июня 2008 года на 86-м году жизни в Москве. Похоронен 6 июня на Кунцевском кладбище.

## Оценки деятельности
Григорий Романов был одним из самых одиозных партийных вождей и лично ответственен за множество мерзостей, творимых под его непосредственным руководством и с его высочайшего одобрения. (Борис Вишневский, политолог)
История личности Романова примечательна тем, что поначалу она покажется типичной для многих в советское время. Нетипичность начинается с проявления его недюжинного ума организатора, способного осознать государственную значимость текущей, как у всех, работы и поднять её на максимально высокий уровень. Организаторский талант во все времена — редкое явление. Он и выделил Романова среди многих.
По мнению писательницы Нины Катерли, Романов был антисемитом и преследовал ленинградских евреев. Она пишет, что он заявлял, что «почти все евреи — это граждане страны-потенциального противника».
«Он сделал так, что весь центр города в коммуналках — потому что в освобождающиеся комнаты заселяли посторонних людей. А когда он начал строительство дамбы и Сергей Залыгин написал в „Новом мире“, что Финский залив загниёт, Романов ответил: ну и фиг с ним, загниёт — так засыпем… Очень многие музыканты, актёры, художники при нём перебрались в Москву — работать под Романовым было невозможно». (Юрий Вдовин, правозащитник)
При Романове посадили по сфабрикованному уголовному делу диссидента Юлия Рыбакова, при Романове запрещали неугодные спектакли и концерты. Именно при Романове в Ленинграде была поставлена и непрерывно исполнялась в течение десяти лет (1975—1985) первая в СССР рок-опера «Орфей и Эвридика», а также в 1981 году заработал Ленинградский рок-клуб — первое в СССР подобное свободолюбивое заведение.
В личном отношении Григорий Романов производил впечатление человека глубоко порядочного, принципиального. Ещё его отличала ровность в обращении с людьми, кто бы ни был перед ним. Насколько мне известно, и в семье у него царила добрая, тёплая атмосфера… Если бы Горбачёву не удалось захватить власть и совершить все свои чёрные дела по предательству интересов страны, если бы вместо Горбачёва на пост Генсека был выбран Григорий Романов (а он был от этого в одном шаге), то мы бы с вами и сейчас продолжали жить в Советском Союзе, конечно, реформированном, модернизированном, но благополучном и сильном.
«За годы, когда Г. В. Романов возглавлял Ленинградский областной комитет КПСС, наметились позитивные сдвиги, произошедшие в сельском хозяйстве, в сфере культуры, в образовании и здравоохранении Ленинградской области. За тринадцатилетний период, которые Романов возглавлял регион, здесь вступили в действие ряд крупных сельскохозяйственных строек, был сделан значительный шаг вперёд в развитии промышленного птицеводства. Памятником тех лет по праву стали огромные корпуса птицефабрик и других агропромышленных объектов. Примечательно то, что основы, заложенные в те годы, не только сохранились, но и получили дальнейшее развитие и, более того, приумножаются в настоящее время. Так, сельское хозяйство Ленинградской области вышло на совершенно новый уровень. Благодаря реализации приоритетных национальных проектов, в агропромышленном производстве используются новейшие технологии. В настоящее время животноводство и птицеводство Ленинградской области считаются одними из самых передовых в Российской Федерации. При Романове появилось более пятидесяти научно-производственных объединений, открыто рекордное количество станций метро, построен знаменитый ледокол „Арктика“, первым достигший Северного полюса. Запущена Ленинградская атомная станция. Очень много было сделано при Романове в сфере культуры. Получила значительный толчок в развитии система сельских библиотек. Строились дома культуры…» (Михаил Соломенцев)
.
Елена Боннэр высказывалась: «Думаю, что даже если бы вместо Горбачева в свое время в Политбюро выбрали Романова, то, может быть, с некоторым запозданием, но все равно экономически, психологически войной в Афганистане и полным отсутствием свободы, жестокий такой тоталитарный режим не мог сохраниться долго».
По мнению Анатолия Вассермана, Романов был «лучшим вариантом» в генсеки в 1980-х.

## Семья
Жена (с 1946) — Анна Степановна (1922—2003).
- Дочь — Валентина, окончила Ленинградский государственный университет им. А. А. Жданова, кандидат физико-математических наук, преподавала на механико-математическом факультете Московского государственного университета им. М. В. Ломоносова, в 1996—1998 годах — председатель совета директоров банка «Русский индустриальный банк», с 1998 — председатель совета директоров банка Bankhaus Erbe AG (в 1992—1998 годах — «Международный банк Храма Христа Спасителя»)[31], её муж — О. И. Гайданов.
  - Внук — Андрей Анатольевич Кулаков (1971), первый заместитель правления Банка Bankhaus Erbe AG (в 1992—1998 годах — «Международный банк Храма Христа Спасителя»).
- Дочь — Наталья, окончила биологический факультет Ленинградского университета. Муж — Лев Николаевич Радченко (род. в 1954), окончил Ленинградский политехнический институт, директор департамента Ассоциации экономического взаимодействия территорий «Северо-Запад»[32]. 
  - Внучка — Анна Львовна Лупинова[33], закончила филологический факультет (скандинавское отделение) СПБГУ в 2001 году, эксперт Российского союза туриндустрии на Северо-Западе, руководитель группы компаний «Серебряное кольцо»[34]. 
    - Правнуки: Никита, учится в Университете ИТМО, и Анастасия, школьница.

## Награды
- Герой Социалистического Труда (06.02.1983)
- Пять орденов Ленина (28.04.1963, 29.08.1969, 06.02.1973, 29.05.1981, 06.02.1983)
- орден Октябрьской революции (09.09.1971)
- орден Отечественной войны 1-й степени (23.04.1985)
- орден Трудового Красного Знамени (21.06.1957)
- орден «Знак Почёта» (14.05.1960, как участник строительства атомного ледокола «Ленин»[35])
- медаль «За боевые заслуги» (15.10.1944)
- медаль «За оборону Ленинграда» (1942)[уточнить]
- орден Победного Февраля (ЧССР, 11.02.1983)

## Память
- 17 мая 2011 года на фасаде дома 1/5 по улице Куйбышева в Санкт-Петербурге была установлена памятная доска Григорию Романову, что вызвало неоднозначную реакцию петербуржцев[36][37][38][39][40][41][42].
- В 2010 году мемориальная доска была установлена в Москве, по адресу Леонтьевский переулок, д. 15, на доме, в котором он жил последние годы[43].

## Упоминания в искусстве
- О кортежах Г. В. Романова, которые затрудняли движение на дорогах Ленинграда, упоминается в некоторых рассказах Фёдора Абрамова из цикла «Были-небыли».
- Одно из действующих лиц в фантастическом цикле Сергея Савёлова «Шанс». Выбран главным героем цикла на роль спасителя СССР, гибнет в авиакатастрофе в 1979 году.
- В альтернативно-исторической фантастической книге Сергея Арсеньева «Студентка, комсомолка, спортсменка» становится Генеральным секретарём ЦК КПСС после Ю. В. Андропова.
- В альтернативно-историческом фантастическом цикле Сергея Тамбовского «Анти-Горбачёв» избирается Генеральным секретарём ЦК КПСС на мартовском пленуме ЦК 1985 года.
- В фантастической тетралогии Алексея Махрова и соавторов «Господа из завтра» Романов фигурирует в качестве одного из главных персонажей — великого князя Павла Александровича.
- В книгах Дмитрия Вересова и их телевизионной экранизации под общим названием «Чёрный ворон» выведен под фамилией Туманов (хотя в отдельных сценах сериала упомянут и под настоящей фамилией).
- В трёх играх от отечественной команды разработчиков инди-игр «Kremlingames» можно выбрать Г. Романова как альтернативу М. Горбачёву на роль Генерального секретаря ЦК КПСС после Черненко[44][45][46].
- В видеоигре Wargame: AirLand Battle одно из случайных событий кампании сообщает об убийстве Г. В. Романова по причине политических интриг.
- В техно-опере Виктора Аргонова «2032: Легенда о несбывшемся грядущем» Г. Романов был избран на съезде Генеральным секретарём ЦК и находился на этой должности приблизительно до середины нулевых годов XXI века.